# (556068) 2014 JR80
(556068) 2014 JR80 ist ein großes transneptunisches Objekt im Kuipergürtel, das bahndynamisch als Plutino eingestuft wird. Aufgrund seiner Größe ist der Asteroid ein Zwergplanetenkandidat.

## Entdeckung
(556068) 2014 JR80 wurde am 6. Mai 2014 von einem Astronomenteam bestehend aus B. Gibson, T. Goggia, N. Primak, A. Schultz und M. Willman im Rahmen des Pan-STARRS-Projekts mit dem 1,8-m-Ritchey-Chretien-Teleskop (PS1) am Haleakalā-Observatorium (Maui) entdeckt. Die Entdeckung wurde am 17. Juli 2016 bekanntgegeben.
Nach seiner Entdeckung ließ sich 2014 JP80 auf Fotos bis zum 21. Juni 2010, die ebenfalls im Rahmen des Pan-STARRS-Programmes gemacht wurden, zurückgehend identifizieren und so seinen Beobachtungszeitraum um vier Jahre verlängern, um so seine Umlaufbahn genauer zu berechnen. Im September 2018 lagen insgesamt 151 Beobachtungen über einen Zeitraum von 8 Jahren vor. Die bisher letzte Beobachtung wurde im Mai 2018 wiederum am Pan-STARRS-Teleskop durchgeführt. (Stand 26. Februar 2019)

## Eigenschaften

### Umlaufbahn
(556068) 2014 JR80 umkreist die Sonne in 249,12 Jahren auf einer leicht elliptischen Umlaufbahn zwischen 36,11 AE und 43,08 AE Abstand zu deren Zentrum. Die Bahnexzentrizität beträgt 0,088, die Bahn ist 15,35° gegenüber der Ekliptik geneigt. Derzeit ist der Planetoid 40,99 AE von der Sonne entfernt. Das Perihel durchläuft er das nächste Mal 2094, der letzte Periheldurchlauf dürfte also im Jahre 1845 erfolgt sein.
Marc Buie (DES) klassifiziert den Planetoiden als Plutino, während das Minor Planet Center ihn als Nicht-SDO und allgemein als «Distant Object» einordnet.

### Größe
Derzeit wird von einem Durchmesser von etwa 468 km ausgegangen, basierend auf einem Rückstrahlvermögen von 7 % und einer absoluten Helligkeit von 5,3 m. Ausgehend von einem Durchmesser von 468 km ergibt sich eine Gesamtoberfläche von etwa 688.000 km2. Die scheinbare Helligkeit von (556068) 2014 JR80 beträgt 21,41 m.
Da anzunehmen ist, dass sich (556068) 2014 JR80 aufgrund seiner Größe im hydrostatischen Gleichgewicht befindet und somit weitgehend rund sein muss, sollte er die Kriterien für eine Einstufung als Zwergplanet erfüllen. Mike Brown geht davon aus, dass es sich bei (556068) 2014 JR80 um möglicherweise einen Zwergplaneten handelt.
| Jahr                                         | Abmessungen km | Quelle   |
| -------------------------------------------- | -------------- | -------- |
| 2018                                         | 423,0          | Johnston |
| 2018                                         | 468,0          | Brown    |
| Die präziseste Bestimmung ist fett markiert. |                |          |